# Sport Club Penedense
Le Sport Club Penedense est un club brésilien de football basé à Penedo dans l'État de l'Alagoas.